# وقف‌نامه ربع رشیدی
وقف‌نامهٔ رَبعِ رشیدی با نام اصلی «اوقفیة الرشیدیة بخط الواقف فی بیان شرایط امور الوقف و المصارف» کتابی است به خط رشیدالدین فضل‌الله همدانی که در آن به شرح و توضیح املاک وقف‌شده برای شهرک علمی رَبعِ رشیدی در تبریز و شرح وضعیت و چگونگی ادارهٔ آن پرداخته‌است.
بر اصالت این نسخه علما، دانشمندان، و دیوانیان زیادی ازجمله علامه حلی (۶۴۸–۷۲۶ هـ. ق) گواهی داده‌اند.
تنها یک نسخه از این اثر موجود است که در سال ۱۳۴۸ از بازماندگان حاجی ذکاءالدوله سراجمیر توسط انجمن آثار ملی ایران خریداری و به کتابخانهٔ تبریز اهدا شد.
این اثر توسط کتابخانهٔ ملی ایران در سال ۱۳۸۶ به سازمان یونسکو معرفی و به‌عنوان اولین اثر ایرانی در حافظهٔ جهانیِ یونسکو ثبت شد.
این اثر را مجتبی مینوی و ایرج افشار تصحیح و منتشر کرده‌اند.